# Fondo cósmico de neutrinos
El fondo cósmico de neutrinos (en inglés: Cosmic Neutrino Background, o CNB), es la radiación de fondo de partículas compuesta por neutrinos.
Como la CMB, el CNB es una reliquia del Big Bang. Mientras que el CMB data de cuando el Universo tenía 379.000 años, el CNB se formó cuando el Universo tenía 2 segundos al dejar de interactuar los neutrinos con la materia bariónica. Se estima que a día de hoy el CNB tiene una temperatura aproximada de 1.95 K. Los neutrinos, al ser elementos de muy baja energía, son muchísimo más difíciles de detectar debido a que estas partículas interactúan de un modo muy débil con el resto de la materia. Por lo tanto el CNB es extremadamente difícil de detectar, hasta el punto que tal vez nunca pueda ser observado directamente. Sin embargo existen evidencias indirectas que delatan su probable existencia.

## Obtención de la temperatura del CNB
Dada la temperatura del CMB, la temperatura del CNB puede ser estimada. Antes que los neutrinos se desacoplaran del resto de la materia, el Universo consistía principalmente en un plasma de cuarks-gluones junto con neutrinos, electrones, positrones y fotones, todos en equilibrio termodinámico los unos con los otros. Una vez que la temperatura disminuyó las masas de los bosones W y Z, los neutrinos se desacoplaron del resto de la materia. En este momento, los neutrinos y los fotones seguían teniendo la misma temperatura. Cuando la temperatura disminuyó la masa de los electrones, muchos electrones y positrones se aniquilaron, transfiriendo su calor y entropía a los fotones. Así que la relación de la temperatura de los fotones antes y después de la aniquilación electrón-positrón es la misma que la relación de la temperatura de los fotones y los neutrinos hoy. Para hallar esta relación, asumimos que la entropía del Universo se conservó aproximadamente por la aniquilación electrón-positrón. Entonces utilizando
{\displaystyle \sigma \propto gT^{3}},
donde {\displaystyle \sigma } es la entropía, {\displaystyle g} es el número efectivo de grados de libertad y {\displaystyle T} es la temperatura, hallamos que
{\displaystyle \left({\frac {g_{0}}{g_{1}}}\right)^{1/3}={\frac {T_{1}}{T_{0}}}},
donde el subíndice 0 denota que antes de la aniquilación electrón-positrón y 1 denota después. Para calcular {\displaystyle g_{0}}, añadimos los grados de
libertad para electrones, positrones y fotones:
- 2 para fotones, ya que son bosones sin masa.
- 2 grados de (7/8) cada uno para electrones y positrones, ya que son fermiones

{\displaystyle g_{1}} es de sólo 2 para fotones. Así que 
{\displaystyle {\frac {T_{\nu }}{T_{\gamma }}}=\left({\frac {4}{11}}\right)^{1/3}}.
Dado el valor actual de {\displaystyle T_{\gamma }=2.73{\rm {K}}}, se obtiene que {\displaystyle T_{\nu }\approx 1.9{\rm {K}}}.
La discusión anterior es válida para neutrinos sin masa, que son siempre relativistas. Si los neutrinos tienen una masa residual positiva, se convierten en no relativistas cuando la energía térmica {\displaystyle 3/2kT_{\nu }} cae por debajo de la masa-energía en reposo {\displaystyle m_{\nu }c^{2}}. La materia no relativista se enfría más deprisa que la relativista según se expande el Universo. Los cálculos precisos, si la entropía de cada fermión permanece constante, dada por la temperatura actual de los neutrinos {\displaystyle T_{\nu }\approx 1.6\cdot 10^{-4}\left(m_{\nu }/1{\rm {eV}}\right)^{-1}{\rm {K}}}.